# Yaw Yeboah
Pour les articles homonymes, voir Yeboah.
Yaw Yeboah, né le 28 mars 1997 à Accra, est un footballeur international ghanéen jouant au poste d'ailier droit aux Los Angeles FC en MLS.

## Biographie

### En club
Le 18 octobre 2020, il se met en évidence en marquant un doublé dans le championnat de Pologne avec le Wisla Cracovie, sur la pelouse du Stal Mielec, permettant à son équipe de l'emporter sur le large score de 0-6 à l'extérieur.

### En équipe nationale
Avec les moins de 20 ans, il participe à la Coupe d'Afrique des nations des moins de 20 ans en 2015. Lors de cette compétition organisée au Sénégal, il joue cinq matchs. Il s'illustre en marquant un but en phase de groupes contre l'Afrique du Sud, puis en étant l'auteur d'un doublé lors de la petite finale remportée face au Mali. Quelques semaines plus tard, il dispute la Coupe du monde des moins de 20 ans qui se déroule en Nouvelle-Zélande. Lors du mondial junior, il joue quatre rencontres. Il marque deux buts en phase de poules, contre l'Autriche et l'Argentine. Le Ghana s'incline en huitièmes de finale face au Mali.
Avec les moins de 23 ans, il participe à la Coupe d'Afrique des nations des moins de 23 ans en 2019. Lors de cette compétition organisée en Égypte, il joue cinq matchs. Officiant comme capitaine de l'équipe, il se met en évidence en marquant deux buts : un en phase de groupes contre le pays organisateur, et un autre lors de la petite finale perdue aux tirs au but contre l'Afrique du Sud.
Il est sélectionné une première fois en équipe du Ghana le 9 juin 2019, en étant titularisé lors d'un match amical contre la Namibie. Toutefois, cette rencontre perdue 1-0 n'est pas reconnue par la FIFA. Il honore sa première sélection officielle le 3 septembre 2021, contre l'Éthiopie, où il joue vingt-et-une minutes. Ce match remporté 1-0 rentre dans le cadre des éliminatoires du mondial 2022.

## Palmarès
- Major League Soccer: Vainqueur 2023
- Ghana -20 ans
- Troisième de la Coupe d'Afrique des nations -20 ans en 2015.

### Individuel
- Élu meilleur joueur de la Coupe d'Afrique des nations junior 2015 avec la Ghana -20 ans